# Frédéric Bartholdi
Frédéric Auguste Bartholdi (født 2. august 1834 i Colmar, Alsace, død 4. oktober 1904 i Paris) var fransk billedhugger.

## Hans mest kendte værk
Bartholdi huskes især for skabelsen af Frihedsgudinden.
I Bartholdis fødeby, Colmar, er der rejst en kopi i halv størrelse af Frihedsgudinden for at ære ham, og på den smalle ø Ile des Cygnes i Seinen i Paris står der ligeledes en kopi af statuen i mindre størrelse.